# Il diluvio universale

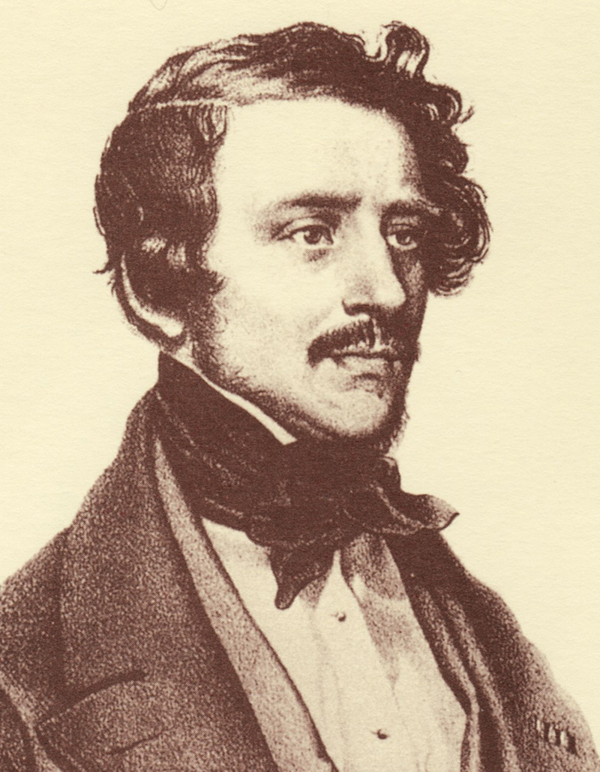
Gaetano Donizetti.

Il diluvio universale (Den stora floden; Syndafloden) är en opera i tre akter med musik av Gaetano Donizetti och libretto av Domenico Gilardoni efter pjäsen med samma namn av Francesco Ringhieri (1788) samt dramat Heaven and Earth av Lord Byron (1822) och dikten The Loves of the Angels av Thomas Moore (1823).

## Historia
Operan hade premiär den 28 februari 1830 på Teatro San Carlo i Neapel. Noès bön är en tidig version av regementssången från Regementets dotter. Operan kan ses som Donizettis försök att anamma Rossinis stil i Moses i Egypten.

## Personer
- Noè (bas)
- Jafet (baryton)
- Sem (tenor)
- Cam (bas)
- Tesbite (sopran)
- Asfene (sopran)
- Abra (mezzosopran)
- Cadmo (tenor)
- Sela, Azaels moder (sopran)
- Ada, Selas vän (sopran)
- Artoo (tenor)
- Azael (stum roll)

## Handling
Satrapen Cadmo av Senaar blir rasande när hans hustru Sela har försöker skydda Noè och hans söner då de bygger arken. Selas falska väninna Ada vill överta Cadmo som make och berättar för honom att Sela är förälskad i Jafet, en av Noès söner. Ada gläder sig då Cadmo förskjuter sin hustru och dömer både henne och Noès familj till döden. Noès varnar Cadmo för att pröva Herrens tålamod, och han förutspår en stor syndaflod. Sela avbryter bröllopet mellan Cadmo och Ada då hon är desperat i sin längtan efter sonen. Cadmo erbjuder att ta henne tillbaka om hon fördömer Jehova. Förkrossad gör Sela detta och faller död till marken. En fruktansvärd storm bryter ut och alla flyr för att sätta sig i säkerhet. I slutscenen ses Noès ark segla oskadd på vågorna.